# Corrado Tuzii
Corrado Tuzii (Avezzano, 17 febbraio 1955) è un pilota motociclistico italiano ritiratosi dall'attività agonistica.

## Carriera

### Gli inizi
Tuzii fa il suo esordio nel settembre 1975, a Vallelunga nel Trofeo Maximoto 750, con moto avute in prestito da amici. Sesto alla prima gara su una Laverda vince la seconda su una Ducati.
Fino al 1978, colleziona 15 vittorie correndo nelle classi 500, 750 e 1200, in sella a Laverda, Ducati, e Honda. Vice-campione nel Trofeo Maximoto classe 1200 (’77) e vice-campione nel Trofeo Formula Laverda 500 (’78). Vince come pilota ufficiale Laverda, la 1000 Km AGV di Misano Adriatico, valevole quale prova del Campionato Europeo Endurance classe 500, in coppia con Augusto Brettoni.

### Motomondiale
Nel 1979 Tuzii fa il suo esordio nel Motomondiale 500 al GP d’Inghilterra di Silverstone (19°) con una obsoleta Suzuki RG 500 ’76. Nella stessa stagione si classifica quattordicesimo nel campionato Italiano Classe 500. È stato il primo pilota abruzzese della storia nel Motomondiale 500, e tra i piloti privati italiani che si sono distinti nei primi anni ’80 a livello internazionale.

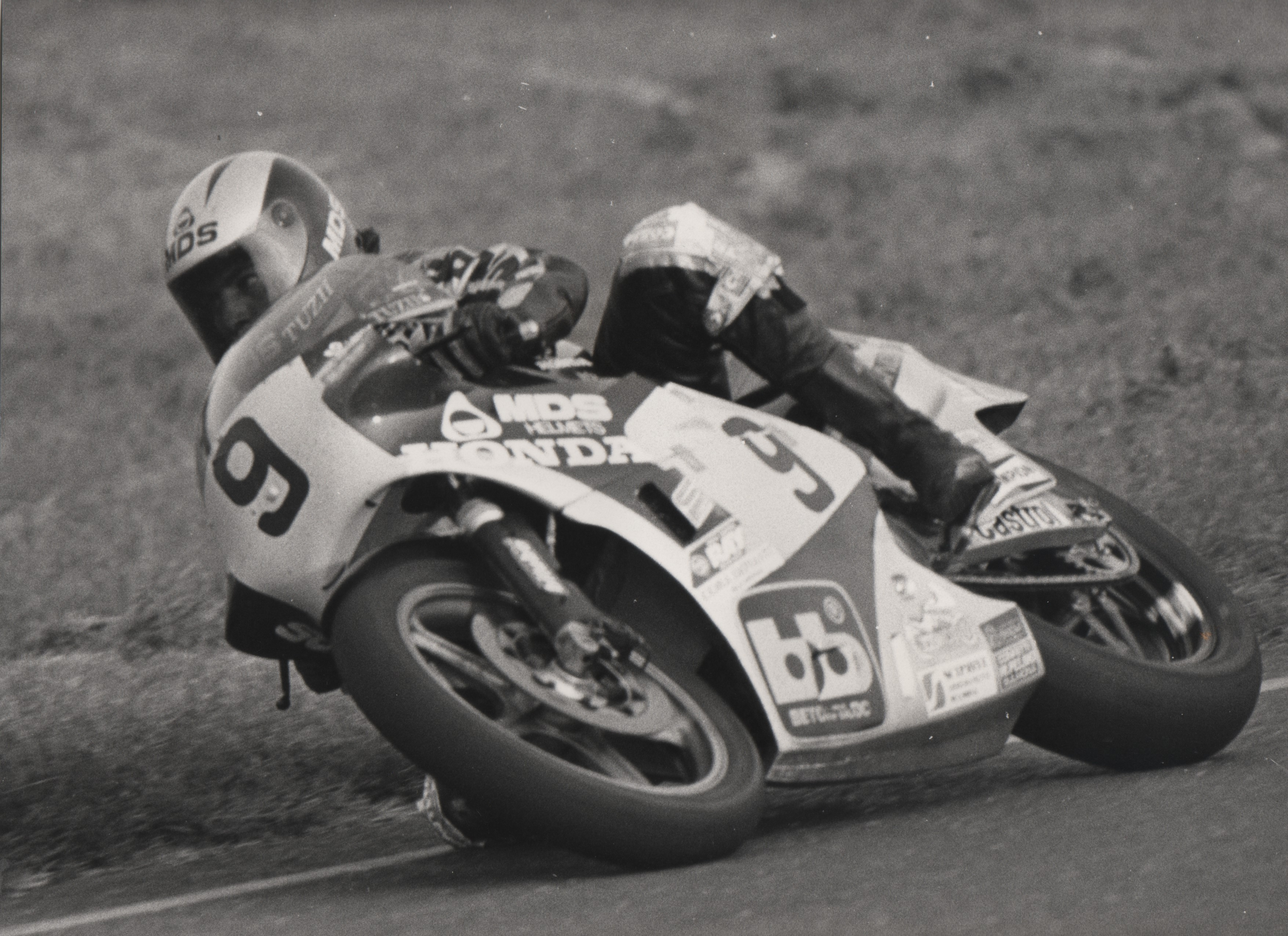
Vallelunga, 2 ottobre 1983 (Internazionali d'Italia)

Fino al 1982 Tuzii in sella ad una vecchia Suzuki RG 500 ’78 prende parte a due Campionati Europei 500 cogliendo un 8° ed un 7º posto in classifica finale e saltuariamente a qualche gara del Motomondiale. In gara il miglior piazzamento ottenuto è stato un 2º posto al Mugello nell’Europeo e un 16° al Mondiale. Ottiene inoltre un 10º posto nell’82 nella 200 Miglia di Imola, e nel Campionato Mondiale Endurance su Kawasaki-Segoni, che gli vale anche l’unico punto mondiale conquistato in carriera.
Nel 1983, Tuzii ottiene dalla Honda HRC una delle sue 3 cilindri semiufficiali per disputare l’intero Campionato del Mondo 500. La stagione è funestata da una serie di gravi incidenti, che causano la morte di due piloti Honda (lo svizzero Michael Frutschi e l’italiano Guido Paci), e altri 3 piloti Suzuki (Iwao Ishikawa, Norman Brown e Peter Huber). Tuzii, scampato a Le Mans allo stesso incidente di Frutschi e infortunatosi più volte seriamente, a fine anno si ritira dall’attività agonistica.

### Collaudatore e tecnico

Autodromo Pietro Taruffi 1981 - Prove effetto suolo

Nel 1978, Tuzii collauda e sviluppa per Pirelli il nuovo pneumatico (Phantom) e per Moto Laverda un modello di 500 bicilindrico modificato sia nel motore che nella ciclistica con il quale a fine anno Tuzii vince a Vallelunga l’ultima gara del Trofeo Maximoto 500. Unica vittoria di una moto italiana (bicilindrica) nella storia del Trofeo Maximoto, dominato dalle pluricilindriche nipponiche, e prima vittoria dello pneumatico Pirelli Phantom.
Nel 1981, Tuzii progetta, realizza e porta in pista a Monza, per la prima volta nella storia, una carenatura che sfrutta l’effetto suolo, montata sulla sua Suzuki RG 500.
Nel 1983 la Honda 3 cilindri modificata da Tuzii con ruote da 18” viene testata sul circuito di Oulton Park dal giornalista Alan Cathcart, e la prova viene pubblicata in 15 paesi del mondo dalle migliori riviste specializzate del settore. 

### Team manager

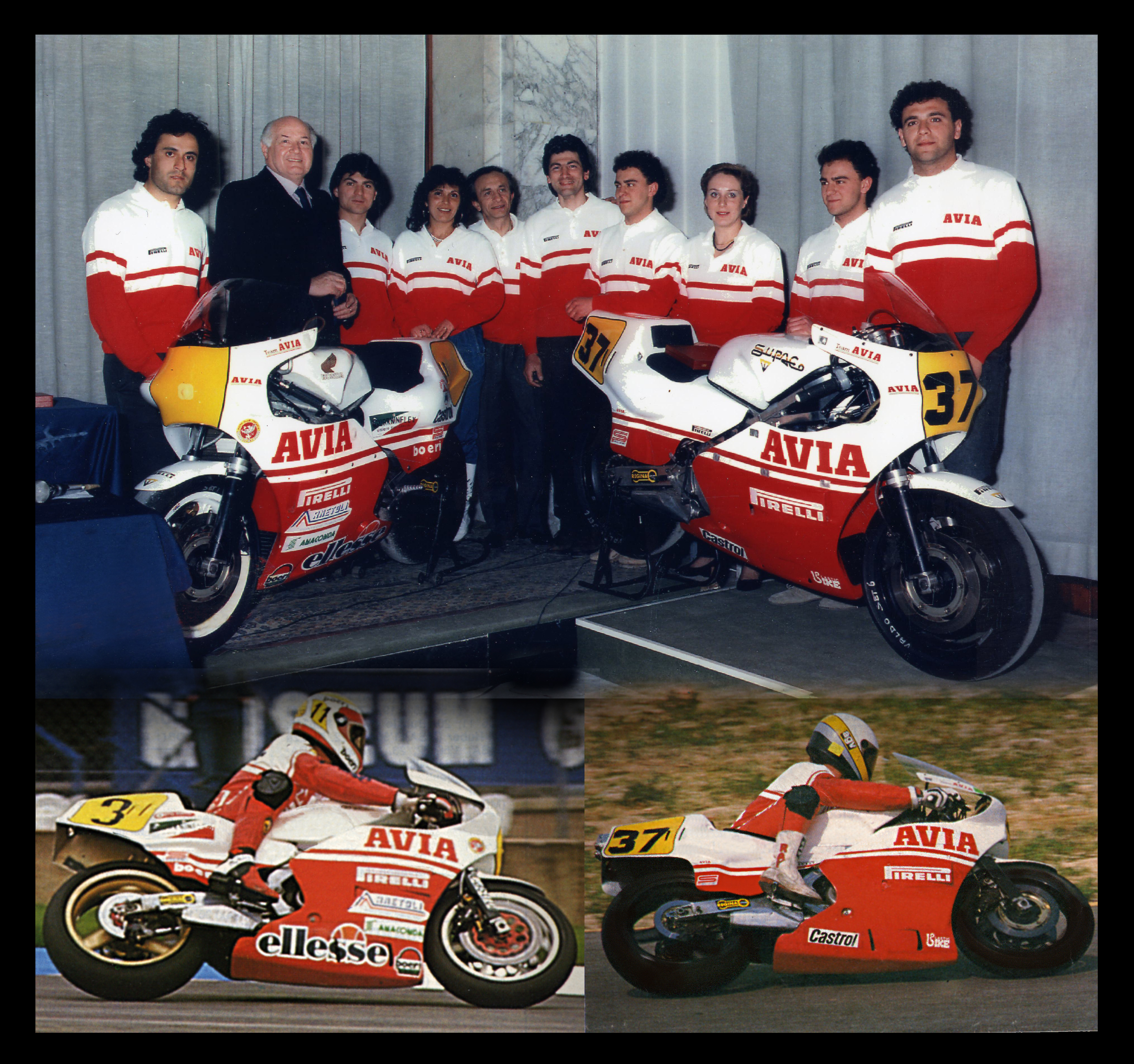
Presentazione AVIA International Racing Team

Dal 1985 al 1990, Corrado Tuzii costituisce il suo AVIA International Racing Team, con il quale ottiene i seguenti risultati:
- Nel 1986 Campione Italiano Sport Production classe 350, su Yamaha, con Michele Valdo[17].
- Nel 1987 Vice-campione d’Europa classe 500, su Avia-Honda, con Marco Papa[18].
- Nel 1988, 3º classificato nel Campionato Europeo 500, su Avia-Paton, con Vittorio Scatola[19].
- Nel 1989 Tuzii diventa Commissario Tecnico della F.M.I. nel Team Italia[20], classi 250 e 500 nel Campionato Europeo, con piloti Stefano Pennese (Aprilia 250) e Michele Valdo (Honda 500). Pennese termina al 9º posto[21] (2 podi) e Michele Valdo al 4º posto (3 podi)[22].

### Dopo il ritiro
Nel 1990, dopo l’ultima gara del Motomondiale 500 a Misano (Valdo 11° su Avia-Honda) Tuzii si ritira dall’attività agonistica e si dedica alla sua concessionaria con attività di vendita, riparazione e preparazione moto. Partecipa, dopo il ritiro, a numerose rievocazioni storiche come la 200 Miglia Imola Revival (6 edizioni dal 2010 al 2021) o alla Grande Parata dei Campioni dell’ASI Motorshow di Varano sfilando al fianco delle leggende del motociclismo.

## Risultati in gara

### Motomondiale
| 1979 | Classe | Moto   |  |  |  |    |  |  |  |  |  |  |    |  |  |  | Punti | Pos. |
| ---- | ------ | ------ |  |  |  | -- |  |  |  |  |  |  | -- |  |  |  | ----- | ---- |
| 1979 | 500    | Suzuki |  |  |  | NP |  |  |  |  |  |  | 19 |  |  |  | 0     |      |

| 1980 | Classe | Moto   |    |  |  |  |  |  |  |  |  |    |  |  |  |  | Punti | Pos. |
| ---- | ------ | ------ | -- |  |  |  |  |  |  |  |  | -- |  |  |  |  | ----- | ---- |
| 1980 | 500    | Suzuki | NP |  |  |  |  |  |  |  |  | NP |  |  |  |  | 0     |      |

| 1981 | Classe | Moto   |  |  |  |  |  |  |  |  |  |  |     |  |    |  | Punti | Pos. |
| ---- | ------ | ------ |  |  |  |  |  |  |  |  |  |  | --- |  | -- |  | ----- | ---- |
| 1981 | 500    | Suzuki |  |  |  |  |  |  |  |  |  |  | Rit |  | NP |  | 0     |      |

| 1982 | Classe | Moto   |  |  |  |  |    |  |  |  |  |  |  |  |  |  | Punti | Pos. |
| ---- | ------ | ------ |  |  |  |  | -- |  |  |  |  |  |  |  |  |  | ----- | ---- |
| 1982 | 500    | Suzuki |  |  |  |  | 16 |  |  |  |  |  |  |  |  |  | 0     |      |

| 1983 | Classe | Moto  |    |    |    |    |    |  |  |  |  |    |  |     |  |  | Punti | Pos. |
| ---- | ------ | ----- | -- | -- | -- | -- | -- |  |  |  |  | -- |  | --- |  |  | ----- | ---- |
| 1983 | 500    | Honda | 18 | NP | 23 | 28 | 19 |  |  |  |  | NP |  | Rit |  |  | 0     |      |

| Legenda | 1º posto        | 2º posto            | 3º posto            | A punti      | Senza punti        | Grassetto – Pole position Corsivo – Giro più veloce |
| Legenda | Gara non valida | Non qual./Non part. | Ritirato/Non class. | Squalificato | '-' Dato non disp. | Grassetto – Pole position Corsivo – Giro più veloce |